# Andreas Tostrup Urbye
Andreas Tostrup Urbye est un homme politique, juriste et diplomate norvégien né le 8 mai 1869 à Fredrikshald et mort en 1955.

## Biographie
Après des études de droit qui le voient décrocher son cand. jur. en 1891, Urbye devient procureur pour Tromsø et le Finnmark en 1898. Il assiste aux négociations de Karlstad en 1905 en tant que secrétaire de la délégation norvégienne.
Gouverneur du Finnmark de 1906 à 1912, Urbye entre au gouvernement de Gunnar Knudsen en 1913, d'abord comme ministre de l'Emploi, puis comme ministre de la Justice en 1916. En 1917, il dépose un projet de loi visant à réduire la liberté de la presse, mais cette « Lex Urbye » est rejetée par l'opinion publique et le Storting, ce qui le contraint à démissionner.
Après la Première Guerre mondiale, Urbye devient ambassadeur, d'abord à Helsinki (1918-1924), puis à Moscou (1924-1939). Il est membre de la Cour permanente d'arbitrage de La Haye de 1939 à 1949.